# 200 mètres masculin aux championnats du monde d'athlétisme 2007
Navigation
Helsinki 2005 Berlin 2009
L'épreuve du 200 mètres masculin des championnats du monde d'athlétisme 2007 s'est déroulée du 28 au 30 août 2007 dans le stade Nagai d'Osaka au Japon. Elle est remportée par l'Américain Tyson Gay.
49 athlètes étaient inscrits. Ils ont couru les séries éliminatoires et les quarts de finale le 28 août, les demi-finales le 29 et la finale le 30.

## Records
| Record du monde            | 19 s 32 | Michael Johnson    | États-Unis | 1er août 1996     | Atlanta      |
| Record des championnats    | 19 s 32 | Michael Johnson    | États-Unis | 11 août 1995      | Göteborg     |
| Meilleure performance 2007 | 19 s 62 | Tyson Gay          | États-Unis | 24 juin 2007      | Indianapolis |
| Record d'Afrique           | 19 s 68 | Frank Fredericks   | Namibie    | 1er août 1996     | Atlanta      |
| Record d'Asie              | 20 s 03 | Shingo Suetsugu    | Japon      | 7 juin 2003       | Yokohama     |
| Record d'Amérique du Nord  | 19 s 32 | Michael Johnson    | États-Unis | 1er août 1996     | Atlanta      |
| Record d'Amérique du Sud   | 19 s 89 | Claudinei da Silva | Brésil     | 11 septembre 1999 | Munich       |
| Record d'Europe            | 19 s 72 | Pietro Mennea      | Italie     | 12 septembre 1979 | Mexico       |
| Record d'Océanie           | 20 s 06 | Peter Norman       | Australie  | 16 octobre 1968   | Mexico       |

## Médaillés
| Or        | Argent     | Bronze           |
| Tyson Gay | Usain Bolt | Wallace Spearmon |

## Résultats

### Finale (30 août)
| Rang               | Pays                   | Athlète              | Temps   | Notes |
| ------------------ | ---------------------- | -------------------- | ------- | ----- |
| Médaille d'or      | États-Unis             | Tyson Gay            | 19 s 76 | CR    |
| Médaille d'argent  | Jamaïque               | Usain Bolt           | 19 s 91 |       |
| Médaille de bronze | États-Unis             | Wallace Spearmon     | 20 s 05 |       |
| 4                  | États-Unis             | Rodney Martin        | 20 s 06 |       |
| 5                  | Antilles néerlandaises | Churandy Martina     | 20 s 28 |       |
| 6                  | Jamaïque               | Marvin Anderson      | 20 s 28 |       |
| 7                  | Jamaïque               | Christopher Williams | 20 s 57 |       |
| 8                  | Grèce                  | Anastásios Goúsis    | 20 s 75 |       |

### Demi-finales (29 août)
Il y eut deux demi-finales. Les quatre premiers de chaque course se sont qualifiés pour la finale.
| Rang | Pays                   | Athlète            | Temps          |
| ---- | ---------------------- | ------------------ | -------------- |
| 1    | Jamaïque               | Usain Bolt         | 20 s 03 Q      |
| 2    | États-Unis             | Wallace Spearmon   | 20 s 05 Q      |
| 3    | États-Unis             | Rodney Martin      | 20 s 18 Q (SB) |
| 4    | Antilles néerlandaises | Churandy Martina   | 20 s 20 Q (RN) |
| 5    | Portugal               | Francis Obikwelu   | 20 s 40        |
| 6    | Zimbabwe               | Brian Dzingai      | 20 s 45        |
| 7    | Pologne                | Marcin Jedrusinski | 20 s 54        |
| 8    | Canada                 | Bryan Barnett      | 20 s 68        |

| Rang | Pays               | Athlète              | Temps          |
| ---- | ------------------ | -------------------- | -------------- |
| 1    | États-Unis         | Tyson Gay            | 20 s 00 Q      |
| 2    | Jamaïque           | Marvin Anderson      | 20 s 06 Q (PB) |
| 3    | Jamaïque           | Christopher Williams | 20 s 24 Q      |
| 4    | Grèce              | Anastásios Goúsis    | 20 s 33 Q      |
| 5    | Antigua-et-Barbuda | Brendan Christian    | 20 s 36        |
| 6    | Irlande            | Paul Hession         | 20 s 50        |
| 7    | Belgique           | Kristof Beyens       | 20 s 53        |
| 8    | Australie          | Patrick Johnson      | 20 s 73        |

### Quarts de finale (28 août)
Il y eut quatre séries. Les quatre premières de chaque course se sont qualifiées pour les demi-finales.
| Rang | Pays               | Athlète                   | Temps          |
| ---- | ------------------ | ------------------------- | -------------- |
| 1    | États-Unis         | Rodney Martin             | 20 s 25 Q      |
| 2    | Zimbabwe           | Brian Dzingai             | 20 s 28 Q (SB) |
| 3    | Antigua-et-Barbuda | Brendan Christian         | 20 s 36 Q      |
| 4    | Jamaïque           | Christopher Williams      | 20 s 40 Q      |
| 5    | Slovénie           | Matic Osovnikar           | 20 s 65        |
| 6    | Égypte             | Amr Ibrahim Mostafa Seoud | 20 s 72        |
| 7    | Japon              | Shinji Takahira           | 20 s 77        |
| 8    | Nouvelle-Zélande   | James Dolphin             | 20 s 80        |

| Rang | Pays                   | Athlète           | Temps     |
| ---- | ---------------------- | ----------------- | --------- |
| 1    | Jamaïque               | Usain Bolt        | 20 s 13 Q |
| 2    | États-Unis             | Wallace Spearmon  | 20 s 26 Q |
| 3    | Antilles néerlandaises | Churandy Martina  | 20 s 39 Q |
| 4    | Canada                 | Bryan Barnett     | 20 s 41 Q |
| 5    | Finlande               | Visa Hongisto     | 20 s 78   |
| 6    | Japon                  | Tomoya Kamiyama   | 20 s 89   |
| 7    | Brésil                 | Basílio de Morães | 21 s 07   |
| 8    | Bahamas                | Jacobi Mitchell   | 21 s 17   |

| Rang | Pays       | Athlète            | Temps          |
| ---- | ---------- | ------------------ | -------------- |
| 1    | États-Unis | Tyson Gay          | 20 s 08 Q      |
| 2    | Jamaïque   | Marvin Anderson    | 20 s 13 Q (PB) |
| 3    | Portugal   | Francis Obikwelu   | 20 s 38 Q (SB) |
| 4    | Pologne    | Marcin Jedrusinski | 20 s 53 Q      |
| 5    | Brésil     | Sandro Viana       | 20 s 68        |
| 6    | Japon      | Shingo Suetsugu    | 20 s 7         |
| 7    | Suisse     | Marco Cribari      | 20 s 86        |
| 8    | Pays-Bas   | Guus Hoogmoed      | 21 s 32        |

| Rang | Pays      | Athlète           | Temps     |
| ---- | --------- | ----------------- | --------- |
| 1    | Irlande   | Paul Hession      | 20 s 50 Q |
| 2    | Grèce     | Anastásios Goúsis | 20 s 51 Q |
| 3    | Belgique  | Kristof Beyens    | 20 s 52 Q |
| 4    | Australie | Patrick Johnson   | 20 s 62 Q |
| 5    | Portugal  | Arnaldo Abrantes  | 20 s 82   |
| 6    | Russie    | Ivan Teplykh      | 20 s 98   |
| 7    | Suisse    | Marc Schneeberger | 21 s 09   |
| 8    | Équateur  | Franklin Nazareno | 21 s 50   |

### Séries (28 août)
Il y eut six séries. Les quatre premiers de chaque course ainsi que les huit meilleurs temps se sont qualifiés pour les quarts de finale.
| Rang | Pays           | Athlète              | Temps     |
| ---- | -------------- | -------------------- | --------- |
| 1    | Japon          | Shinji Takahira      | 20 s 83 Q |
| 2    | Jamaïque       | Christopher Williams | 20 s 88 Q |
| 3    | Brésil         | Basílio de Morães    | 21 s 09 Q |
| 4    | Équateur       | Franklin Nazareno    | 21 s 18 Q |
| 5    | Mexique        | Juan Pedro Toledo    | 21 s 31   |
| 6    | Azerbaïdjan    | Ruslan Abbasov       | 21 s 33   |
| 7    | Afrique du Sud | Morné Nagel          | 21 s 35   |
| 8    | Îles Cook      | Harmon Harmon        | 23 s 78   |

| Rang | Pays                   | Athlète          | Temps          |
| ---- | ---------------------- | ---------------- | -------------- |
| 1    | États-Unis             | Tyson Gay        | 20 s 46 Q      |
| 2    | Antilles néerlandaises | Churandy Martina | 20 s 47 Q      |
| 3    | Brésil                 | Sandro Viana     | 20 s 47 Q      |
| 4    | Slovénie               | Matic Osovnikar  | 20 s 51 Q (SB) |
| 5    | Finlande               | Visa Hongisto    | 20 s 56 q (PB) |
| 6    | Nouvelle-Zélande       | James Dolphin    | 20 s 65 q (SB) |
| 7    | Suisse                 | Marco Cribari    | 20 s 71 q      |
| 8    | Swaziland              | Mphelave Dlamin  | 21 s 96 (SB)   |
| 9    | Palaos                 | Amaroy Marino    | 23 s 34        |

| Rang | Pays      | Athlète                | Temps          |
| ---- | --------- | ---------------------- | -------------- |
| 1    | Canada    | Bryan Barnett          | 20 s 31 Q (PB) |
| 2    | Japon     | Shingo Suetsugu        | 20 s 47 Q      |
| 3    | Australie | Patrick Johnson        | 20 s 48 Q (SB) |
| 4    | Zimbabwe  | Brian Dzingai          | 20 s 50 Q      |
| 5    | Pays-Bas  | Guus Hoogmoed          | 20 s 57 q      |
| 6    | Ghana     | Seth Amoo              | 20 s 85        |
| 7    | Hong Kong | Yik Chun Tang          | 21 s 72        |
| 8    | Thaïlande | Sittichai Suwonprateep | 21 s 87 (SB)   |

| Rang | Pays               | Athlète            | Temps          |
| ---- | ------------------ | ------------------ | -------------- |
| 1    | Grèce              | Anastásios Goúsis  | 20 s 11 Q (PB) |
| 2    | Jamaïque           | Usain Bolt         | 20 s 12 Q      |
| 3    | Antigua-et-Barbuda | Brendan Christian  | 20 s 23 Q (RN) |
| 4    | Pologne            | Marcin Jedrusinski | 20 s 31 Q (PB) |
| 5    | Portugal           | Arnaldo Abrantes   | 20 s 48 q (PB) |
| 6    | Bahamas            | Jacobi Mitchell    | 20 s 81 q      |
| 7    | Russie             | Ivan Teplykh       | 20 s 81 q (SB) |
| 8    | Guam               | Michael Alicto     | 22 s 45 (PB)   |

| Rang | Pays                            | Athlète            | Temps        |
| ---- | ------------------------------- | ------------------ | ------------ |
| 1    | États-Unis                      | Rodney Martin      | 20 s 44 Q    |
| 2    | Irlande                         | Paul Hession       | 20 s 46 Q    |
| 3    | Suisse                          | Marc Schneeberger  | 20 s 72 Q    |
| 4    | Japon                           | Tomoya Kamiyama    | 20 s 78 Q    |
| 5    | Afrique du Sud                  | Christian Krone    | 20 s 85      |
| 6    | Jordanie                        | Khalil Al-Hanahneh | 21 s 01 (RN) |
| 7    | Saint-Vincent-et-les-Grenadines | Courtny Bascombe   | 22 s 08 (PB) |
|      | Estonie                         | Marek Niit         | DNS          |

| Rang | Pays       | Athlète                   | Temps          |
| ---- | ---------- | ------------------------- | -------------- |
| 1    | Jamaïque   | Marvin Anderson           | 20 s 43 Q      |
| 2    | Belgique   | Kristof Beyens            | 20 s 44 Q (PB) |
| 3    | États-Unis | Wallace Spearmon          | 20 s 45 Q      |
| 4    | Portugal   | Francis Obikwelu          | 20 s 61 Q      |
| 5    | Égypte     | Amr Ibrahim Mostafa Seoud | 20 s 65 q (RN) |
| 6    | Namibie    | Hitjivirue Kaanjuka       | 21 s 10        |
| 7    | Colombie   | Daniel Grueso             | 21 s 11        |
| 8    | Maldives   | Zahir Naseer              | 23 s 27 (PB)   |